# David Greene
David Greene (ur. 11 kwietnia 1986 w Carmarthen) – brytyjski lekkoatleta specjalizujący się w biegu na 400 metrów przez płotki.
W 2011 zajął 3. miejsce w plebiscycie na lekkoatletę roku w Europie.

## Osiągnięcia
- srebrny medal mistrzostw Europy juniorów (Kowno 2005)
- złoto młodzieżowych mistrzostw Europy (Debreczyn 2007)
- 1. miejsce podczas superligi drużynowych mistrzostw Europy (Bergen 2010)
- złoty medal mistrzostw Europy (Barcelona 2010)
- 1. miejsce podczas pucharu interkontynentalnego (Split 2010)
- złoty medal igrzysk Wspólnoty Narodów (Nowe Delhi 2010)
- złoto mistrzostw świata w Daegu (2011)
- zwycięzca łącznej punktacji Diamentowej Ligi 2011 w biegu na 400 metrów przez płotki[6].
- 4. miejsce podczas igrzysk olimpijskich (Londyn 2012)

## Rekordy życiowe
- bieg na 400 metrów przez płotki – 47,84 (2012)
- bieg na 400 metrów – 45,82 (2011)
- bieg na 600 metrów (hala) – 1:16,22 (2013) rekord Wielkiej Brytanii